# Fakulta matematiky, fyziky a informatiky Univerzity Komenského v Bratislavě

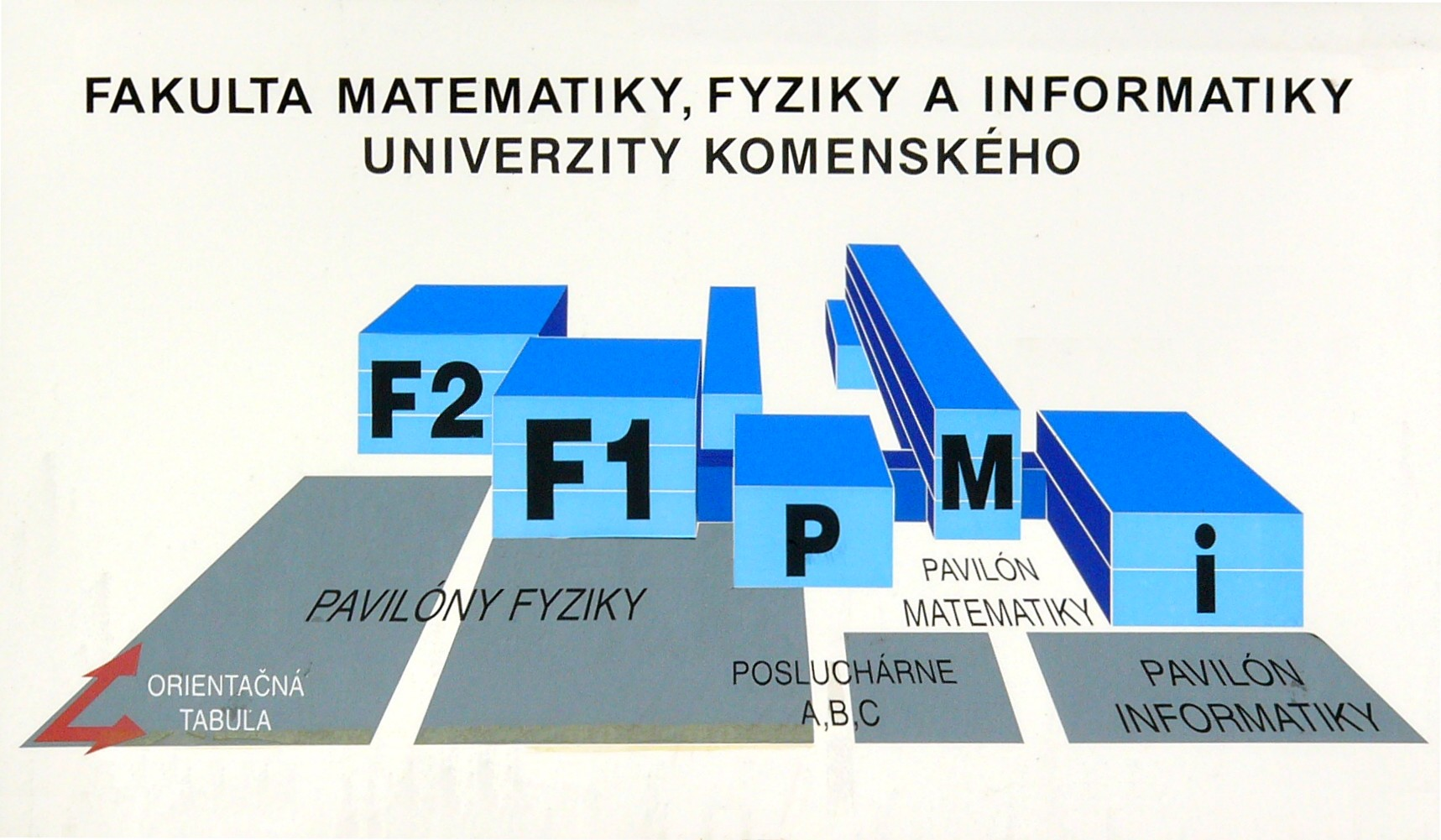
Informační tabule s nákresem budovy

Fakulta matematiky, fyziky a informatiky (oficiální zkratka FMFI UK) je jedna z fakult Univerzity Komenského v Bratislavě.

## Historie
Fakulta vznikla v roce 1980, po vyčlenění pracovišť fyziky, astronomie, geofyziky, meteorologie a informatiky z Přírodovědecké fakulty Univerzity Komenského. Tento krok přišel po více než 40 letech snažení několika generací pedagogů a vědeckých pracovníků v oblasti matematiky, fyziky a informatiky. Původně byla známá jako Matematicko-fyzikální fakulta (MFF UK), ale v roce 2000 byla přejmenována na dnešní název – Fakulta matematiky, fyziky a informatiky.

## Poloha
FMFI UK se nachází v Bratislavě, v Mlynské Dolině, v těsném sousedství budov Přírodovědecké fakulty UK a Fakulty elektrotechniky a informatiky STU. V blízkosti se nacházejí Študentské domovy a jedálne Ľudovíta Štúra (UK) a Študentský domov Mladosť (STU) v Mlýnské dolině a Vysokoškolský internát Družba při Botanické zahradě.

## Katedry

### Matematické katedry
- Katedra algebry, geometrie a didaktiky matematiky (profil, domovská stránka)
- Katedra aplikovanej matematiky a štatistiky (p, d)
- Katedra matematickej analýzy a numerickej matematiky (p, d Archivováno 9. 1. 2013 na Wayback Machine.)

### Katedry fyziky
- Katedra astronomie, fyziky Zeme a meteorológie (p, d)
  - Astronomická observatoř Modra
- Katedra experimentálnej fyziky (p, d)
- Katedra jadrovej fyziky a biofyziky (p, d)
- Katedra teoretickej fyziky a didaktiky fyziky (p, d Archivováno 3. 1. 2013 na Wayback Machine.)

### Katedry informatiky
- Katedra aplikovanej informatiky (p, d)
- Katedra informatiky (p, d)
- Katedra základov a vyučovania informatiky (p, d)

### Podpůrné katedry
- Katedra jazykové přípravy (p, d)
- Katedra tělesné výchovy a sportu (p, d)

## Akreditované studijní programy

### Bakalářské studium (odborné)
- Fyzika
- Technická fyzika
- Biomedicínska fyzika
- Matematika
- Ekonomická a finančná matematika
- Manažérska matematika
- Poistná matematika
- Informatika
- Aplikovaná informatika

### Bakalářské studium (učitelské)
- Učitelství deskriptívnej geometrie a matematiky
- Učitelství matematiky a fyziky
- Učitelství matematiky a informatiky
- Učitelství matematiky a telesnej výchovy
- Učitelství fyziky a informatiky
- Učitelství informatiky a biológie

### Magisterské studium (odborné)
- Astronomie a astrofyzika
- Biofyzika a chemická fyzika
- Biomedecínská fyzika
- Fyzika plazmatu
- Fyzika tuhých látek
- Geofyzika
- Jaderná a subjaderná fyzika
- Meteorologie a klimatologie
- Optika a lasery
- Teoretická fyzika
- Matematická analýza
- Matematické struktúry
- Numerická analýza a vědeckotechnické výpočty
- Počítačová grafika a geometrie
- Ekonomická a finanční matematika
- Manažerská matematika
- Matematické modelování
- Pravděpodobnost a matematická statistika
- Informatika
- Informatika (konverzní, pro aplikované informatiky z Bc.)
- Kognitivní věda
- Aplikovaná informatika
- Aplikovaná informatika (konverzní)

### Magisterské studium (učitelské)
- Učitelství deskriptívní geometrie a matematiky
- Učitelství matematiky a fyziky
- Učitelství matematiky a informatiky
- Učitelství matematiky a tělesné výchovy
- Učitelství fyziky a informatiky

### Doktorandské studium
- Všeobecná fyzika a matematická fyzika
- Fyzika kondenzovaných látek a akustika
- Kvantová elektronika a optika
- Jaderná a subjaderná fyzika
- Fyzika plazmatu
- Astronomie a astrofyzika
- Geofyzika
- Meteorologie a klimatologie
- Chemická fyzika
- Biofyzika
- Teorie vyučování fyziky
- Matematická analýza
- Numerická analýza a vědeckotechnické výpočty
- Diskrétní matematika
- Geometrie a topologie
- Teorie vyučování matematiky
- Aplikovaná matematika
- Pravděpodobnost a matematická statistika
- Informatika
- Teorie vyučování informatiky

## Vedení fakulty
Děkan
- prof. RNDr. Daniel Ševčovič, DrSc.

Proděkani
- doc. RNDr. Róbert Jajcay, DrSc., první proděkan, proděkan pro doktorské studium
- doc. RNDr. Juraj Tóth, PhD., proděkanka pro vědu, výzkum a zahraniční vztahy
- RNDr. Kristína Rostás, PhD., proděkanka pro bakalářské a magisterské studium
- prof. RNDr. Peter Kúš, DrSc., proděkan pro strategické projekty a rozvoj
- doc. RNDr. Martin Homola, PhD., proděkan pro informační technologie, vztahy s veřejností a spolupráci s praxí

Tajemnice
- Ing. Mária Stanová

## Fotogalelerie

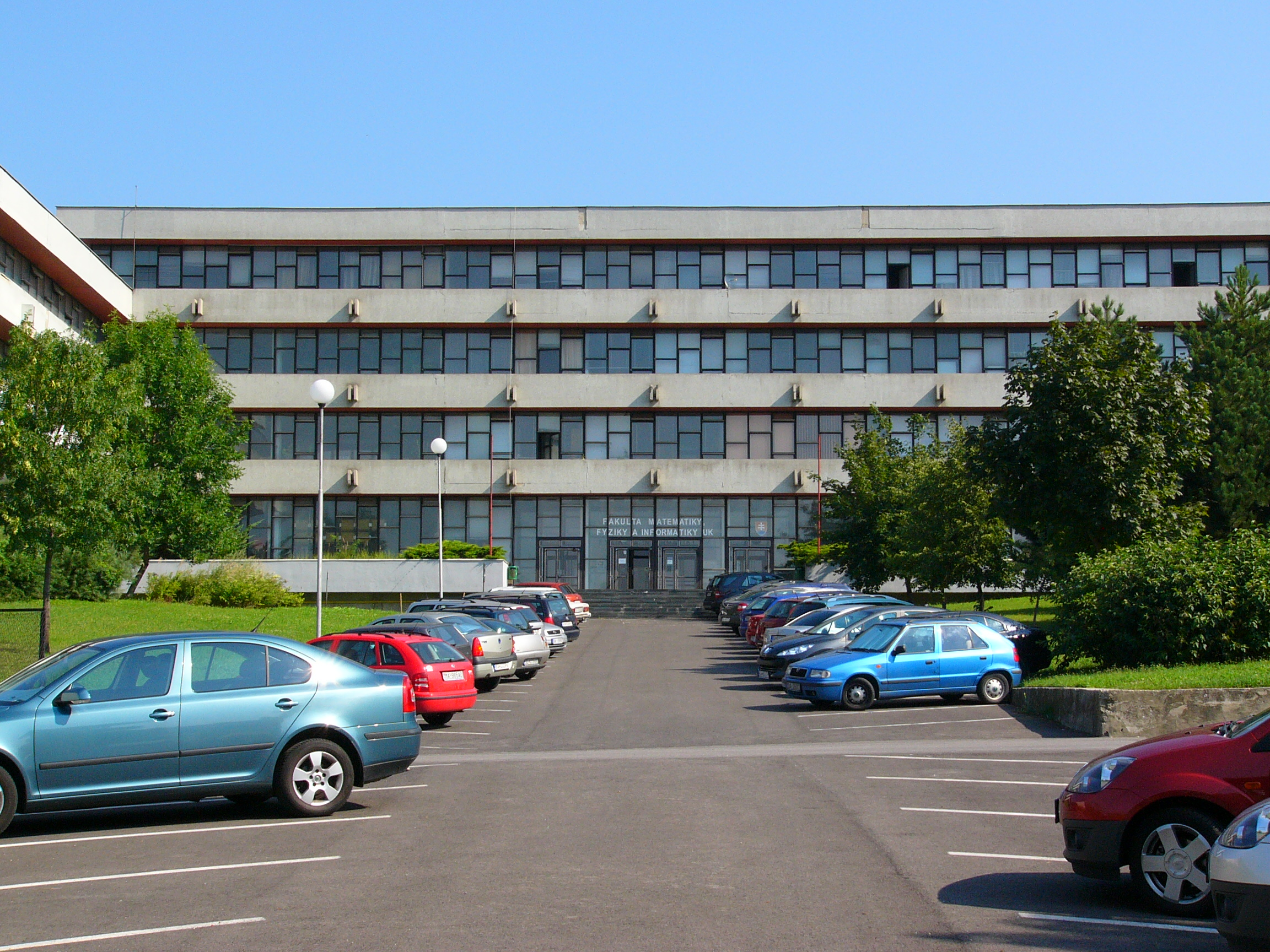
Pavilón fyziky, budova F1
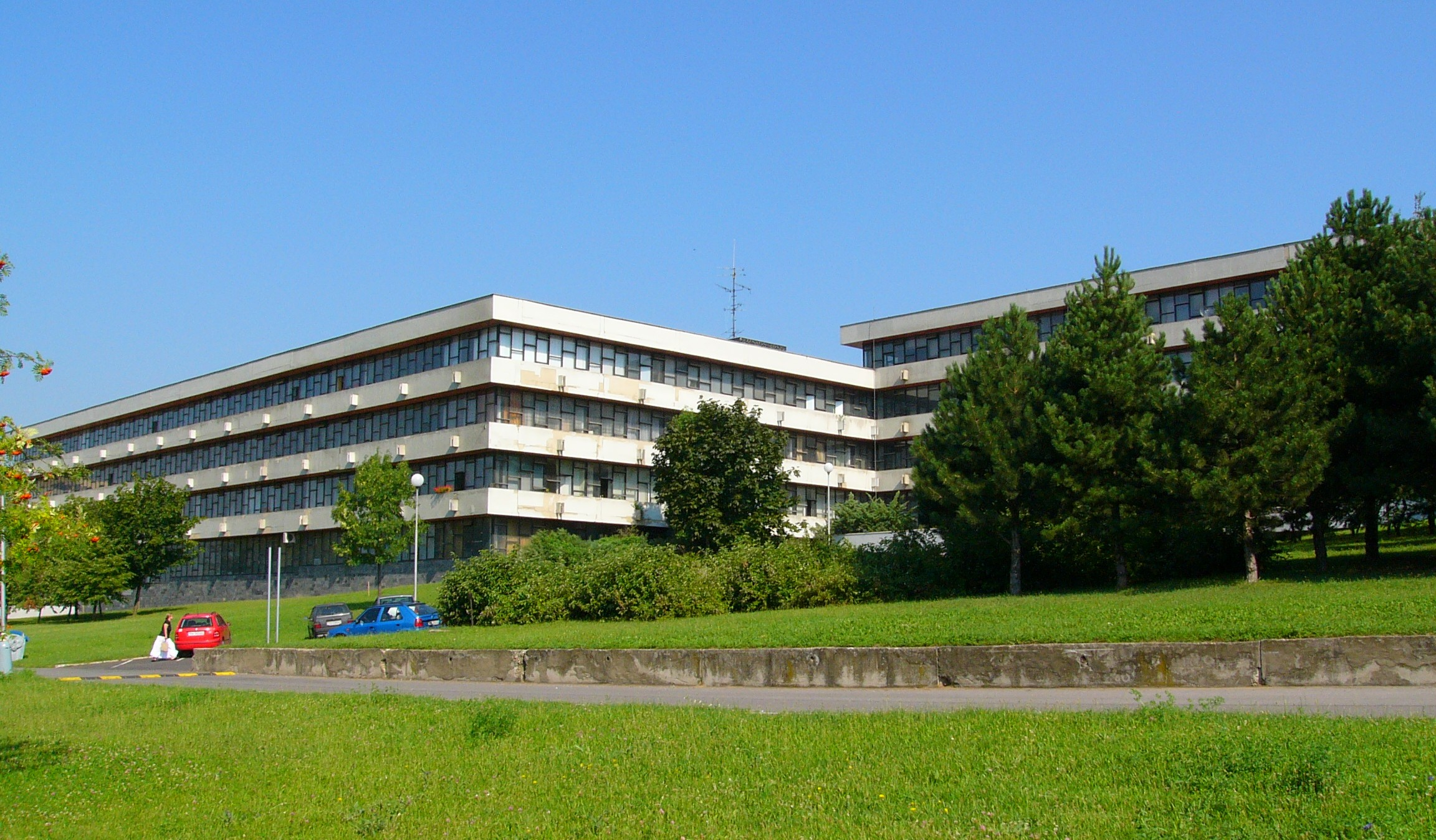
Pavilón fyziky, budova F2
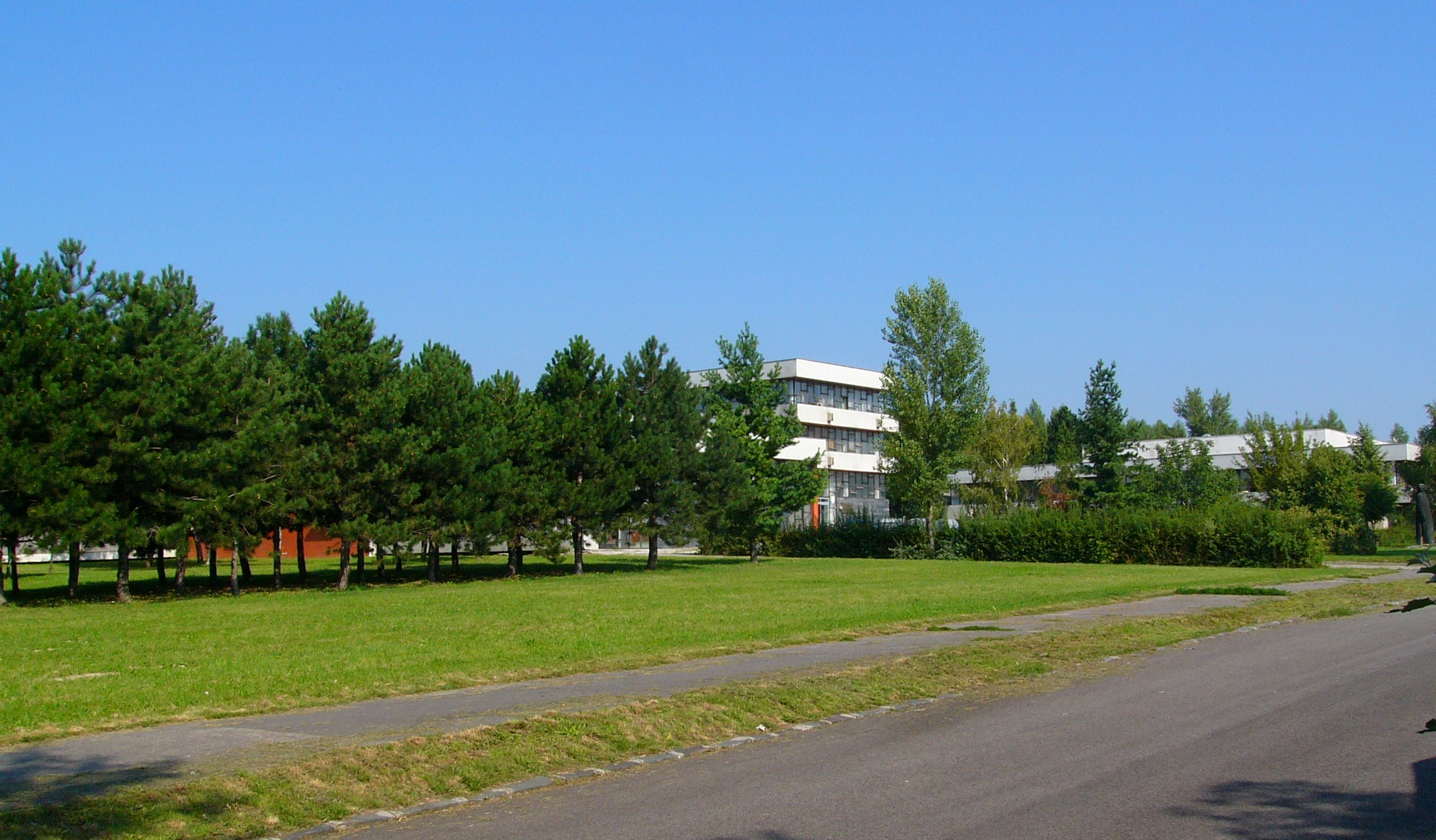
Pavilón matematiky a informatiky
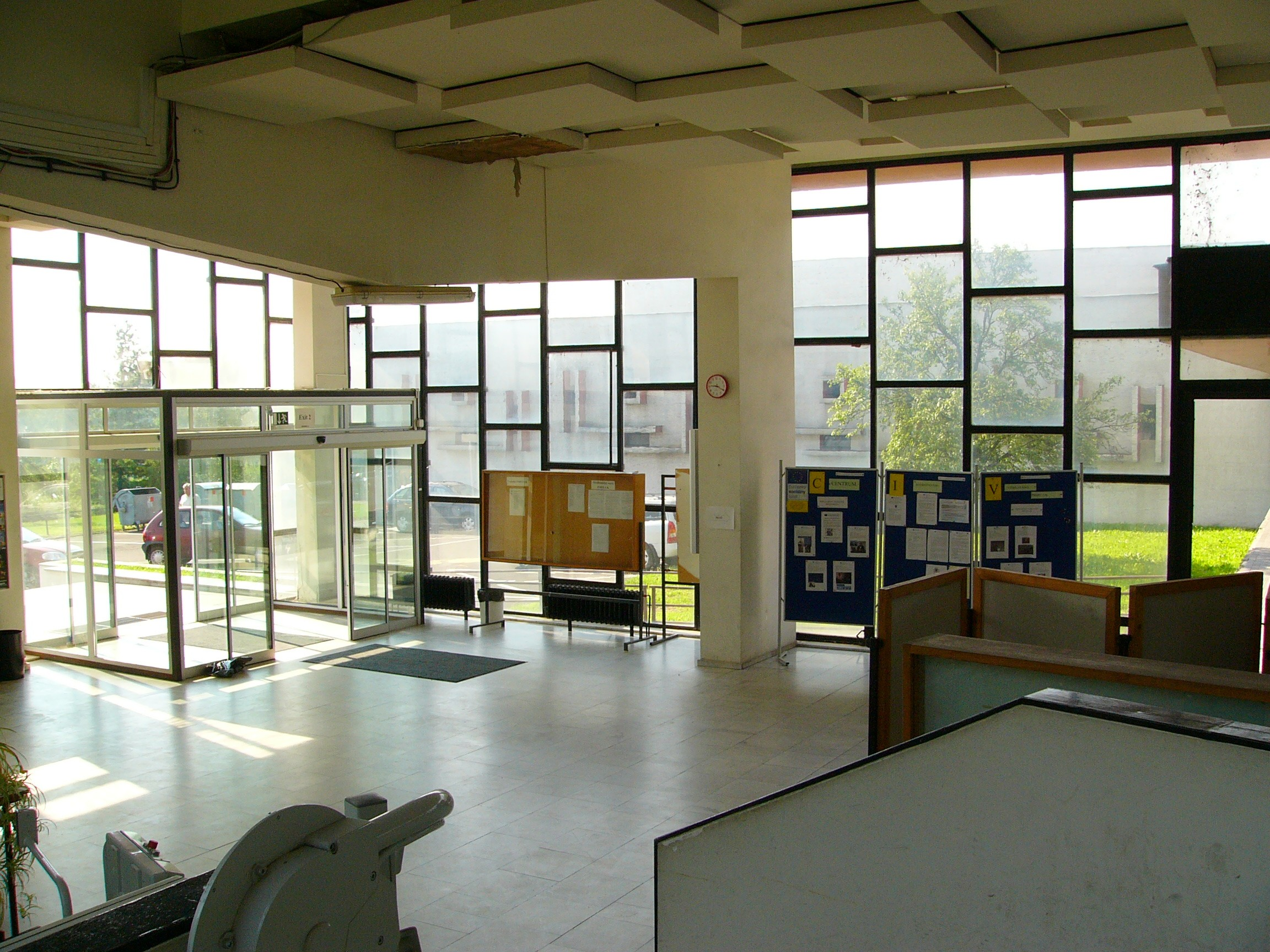
Vestibul pavilónu matematiky a informatiky
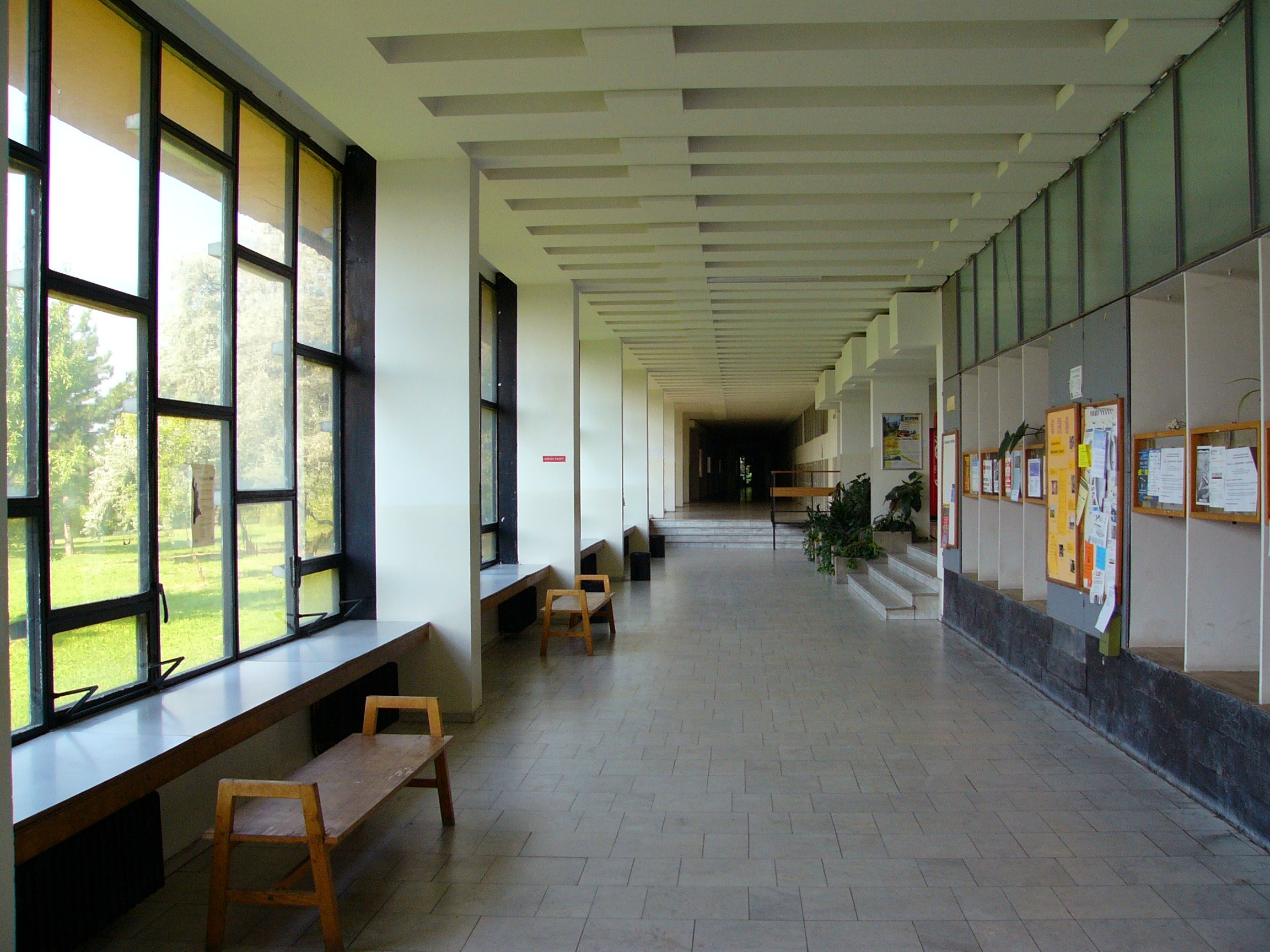
Pavilón matematiky a informatiky
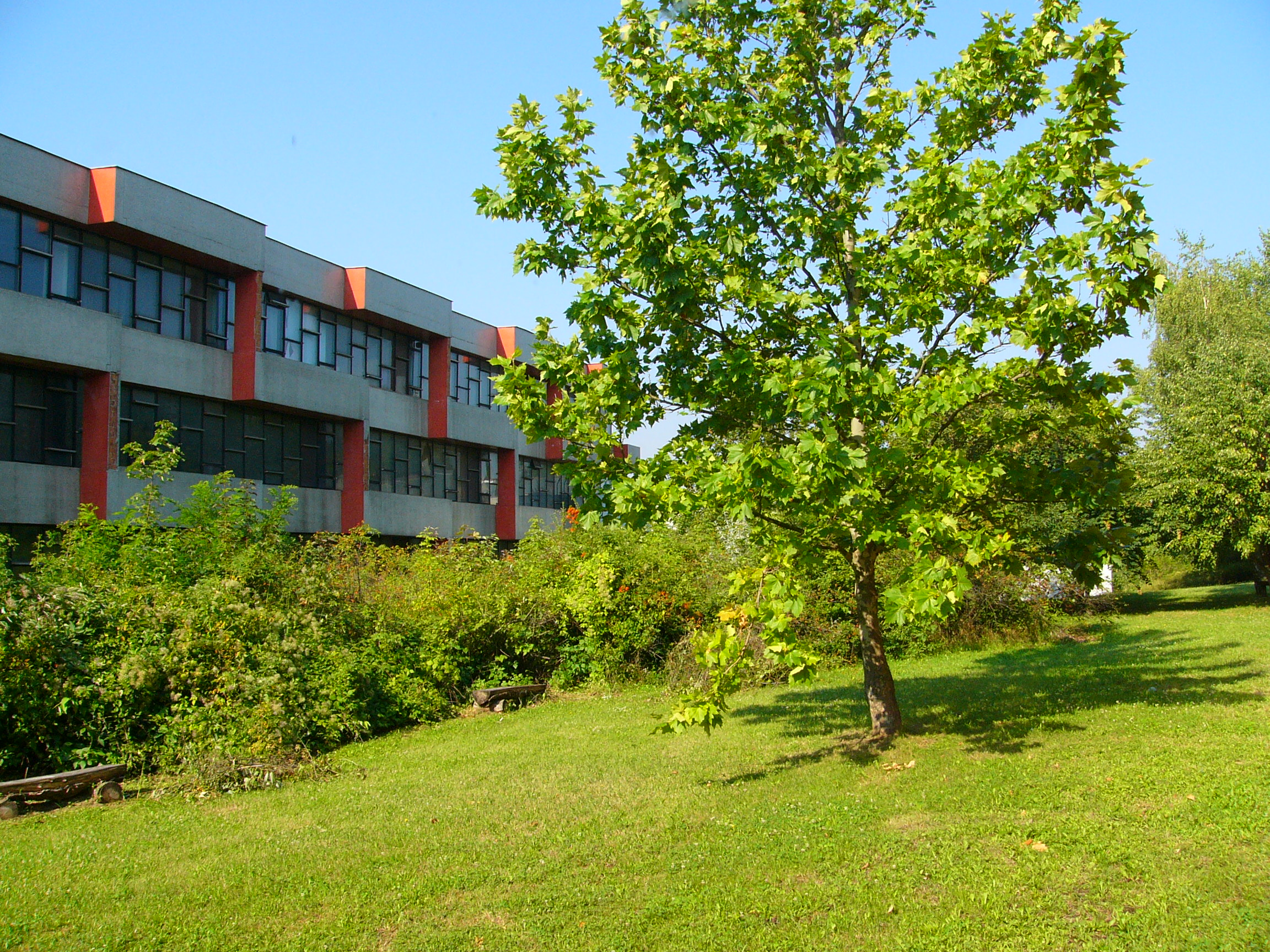
Dvůr mezi pavilóny s parkovou úpravou